# 尧西·班·仁吉旺姆
堯西·班·仁吉旺姆（藏語：ཡབ་གཞིས་པན་རིག་འཛིན་དབང་མོ་，威利转写：yab gzhis pan rig 'dzin dbang mo，Yabshi Pan Rinzinwangmo，1983年6月—），班禪額爾德尼·確吉堅贊的女儿。其名字“仁吉旺姆”在藏语的含義是「智慧的聖母」，小名「團團」，是鄧穎超所取的。

## 生平
1983年6月，出生於北京，父親為第十世班禪喇嘛確吉堅贊，母親李潔為董其武的外孙女。
1996年7月21日，被送往美國紐約留學，在布魯克林的一二八中學就讀，暫居於媽媽的五姨家。監護人是好萊塢的武打巨星史蒂芬·席格。后在华盛顿的美利坚大学读政治学。
2000年，在中國政府的安排下，利用假期回西藏拜祭父親。2006年2月26日，參與第一屆「藏曆新年藏族民俗趣味運動會」，並給予提供部份資金上支持。

## 家庭
父：贡布慈丹（十世班禅）
母：李洁

## 外部連結
- 智慧的公主：十世班禪女兒仁吉旺姆 （页面存档备份，存于）
- Article from StudentsForAFreeTibet.org
- Bridging the Gap （页面存档备份，存于）
- The Buddha's Daughter （页面存档备份，存于）
- Narrative describing 'godfather' Steven Seagal